# 柬埔寨制宪会议
柬埔寨制宪会议 是1993年柬埔寨选出的一个机构，該機構根据1991年《巴黎和平协定》的规定为柬埔寨起草宪法。柬埔寨宪法於1993年6月至9月期间在柬埔寨过渡时期联合国权力机构指導下起草。根據該憲法，柬埔寨要從寡头独裁政治转变为君主立宪制。該憲法旨在结束柬埔寨内战，并使交战各方放下武器以及通過選舉來角逐權力， 並且至少在纸面上保障了柬埔寨自由的政黨竞争、定期选举、人民的平等权利以及代表权和普选权。